# Sven Rausing
Sven Anders Gunnar Rausing, född 8 januari 1928, död i mars 2003 i Albonago utanför Lugano i Schweiz, var son till Tetra Paks grundare Ruben Rausing.
Vid faderns död ärvde han liksom bröderna 25 % av företaget, men till skillnad från bröderna levde Sven hela sitt liv utanför Tetra Pak-koncernen och offentligheten tills han avled år 2003 i levercancer. Han var aldrig gift och fick inga barn.
Sven Rausing var kunnig i språk, bland annat italienska. År 1953 översatte han Alfredo Panzini's La pulcella senza pulcellaggio under den svenska titeln Flickan och dygden.
Maria-Pia Boëthius tecknade ett kortfattat porträtt av Sven Rausing i andra kapitlet av Sfär-Fäderna, vari hon beskriver en ensam man som stängts ute från offentligheten av familjen, som levde med flera personliga assistenter och som föredrog att ha ketchup på all mat.